# NBA Draft 2018
De NBA Draft 2018 werd gehouden op 21 juni 2018 in het Barclays Center in Brooklyn. Het evenement werd uitgezonden door ESPN. Er werden in 2 rondes 60 basketbalspelers uitgekozen door de clubs uit de National Basketball Association (NBA). De eerste speler die werd geselecteerd was Deandre Ayton: hij kwam terecht bij de Phoenix Suns.

## Bijzonderheden
Deze draft was de laatste die het oorspronkelijke gewogen loterijsysteem gebruikte, waarbij teams uit de onderste regionen van de NBA draft betere kansen kregen op de top drie picks dan de teams die hoger in het klassement stonden.
Het werd ook beschouwd als het laatste jaar waarin undrafted college underclassmen gedwongen werden om hun professionele carrière vroeg te beginnen; op 8 augustus 2018 kondigde de NCAA aan dat spelers die zich opgaven voor de NBA draft en niet werden geselecteerd de mogelijkheid zouden hebben om nog minstens een jaar terug te keren naar hun school.

## Draft
| Ronde | Pick | Speler                  | Positie | Nationaliteit            | Team                   | School / Club               |
| ----- | ---- | ----------------------- | ------- | ------------------------ | ---------------------- | --------------------------- |
| 1     | 1    | Deandre Ayton           | C       | Bahama's                 | Phoenix Suns           | Arizona Wildcats            |
| 1     | 2    | Marvin Bagley           | PF      | Verenigde Staten         | Sacramento Kings       | Duke Blue Devils            |
| 1     | 3    | Luka Dončić             | PG      | Slovenië                 | Atlanta Hawks          | Real Madrid                 |
| 1     | 4    | Jaren Jackson Jr.       | PF      | Verenigde Staten         | Memphis Grizzlies      | Michigan State Spartans     |
| 1     | 5    | Trae Young              | PG      | Verenigde Staten         | Dallas Mavericks       | Oklahoma Sooners            |
| 1     | 6    | Mohamed Bamba           | C       | Verenigde Staten         | Orlando Magic          | Texas Longhorns             |
| 1     | 7    | Wendell Carter          | C       | Verenigde Staten         | Chicago Bulls          | Duke Blue Devils            |
| 1     | 8    | Collin Sexton           | PG      | Verenigde Staten         | Cleveland Cavaliers    | Alabama Crimson Tide        |
| 1     | 9    | Kevin Knox              | SF      | Verenigde Staten         | New York Knicks        | Kentucky Wildcats           |
| 1     | 10   | Mikal Bridges           | SF      | Verenigde Staten         | Philadelphia 76ers     | Villanova Wildcats          |
| 1     | 11   | Shai Gilgeous-Alexander | SG      | Canada                   | Charlotte Hornets      | Kentucky Wildcats           |
| 1     | 12   | Miles Bridges           | SF      | Verenigde Staten         | Los Angeles Clippers   | Michigan State Spartans     |
| 1     | 13   | Jerome Robinson         | SG      | Verenigde Staten         | Los Angeles Clippers   | Boston College Eagles       |
| 1     | 14   | Michael Porter Jr.      | SF      | Verenigde Staten         | Denver Nuggets         | Missouri Tigers             |
| 1     | 15   | Troy Brown              | SF      | Verenigde Staten         | Washington Wizards     | Oregon Ducks                |
| 1     | 16   | Zhaire Smith            | SG      | Verenigde Staten         | Phoenix Suns           | Texas Tech Red Raiders      |
| 1     | 17   | Donte DiVincenzo        | SG      | Verenigde Staten         | Milwaukee Bucks        | Villanova Wildcats          |
| 1     | 18   | Lonnie Walker           | SG      | Verenigde Staten         | San Antonio Spurs      | Miami Hurricanes            |
| 1     | 19   | Kevin Huerter           | SG      | Verenigde Staten         | Atlanta Hawks          | Maryland Terrapins          |
| 1     | 20   | Josh Okogie             | SG      | Verenigde Staten Nigeria | Minnesota Timberwolves | Georgia Tech Yellow Jackets |
| 1     | 21   | Grayson Allen           | SG      | Verenigde Staten         | Utah Jazz              | Duke Blue Devils            |
| 1     | 22   | Chandler Hutchison      | SF/SG   | Verenigde Staten         | Chicago Bulls          | Boise State Broncos         |
| 1     | 23   | Aaron Holiday           | PG      | Verenigde Staten         | Indiana Pacers         | UCLA Bruins                 |
| 1     | 24   | Anfernee Simons         | SG      | Verenigde Staten         | Portland Trail Blazers | IMG Academy                 |
| 1     | 25   | Moritz Wagner           | PF      | Duitsland                | Los Angeles Lakers     | Michigan Wolverines         |
| 1     | 26   | Landry Shamet           | SG      | Verenigde Staten         | Philadelphia 76ers     | Wichita State Shockers      |
| 1     | 27   | Robert Williams         | PF/C    | Verenigde Staten         | Boston Celtics         | Texas A&M Aggies            |
| 1     | 28   | Jacob Evans             | SG      | Verenigde Staten         | Golden State Warriors  | Cincinnati Bearcats         |
| 1     | 29   | Džanan Musa             | SF      | Bosnië en Herzegovina    | Brooklyn Nets          | KK Cedevita Junior          |
| 1     | 30   | Omari Spellman          | PF      | Verenigde Staten         | Atlanta Hawks          | Villanova Wildcats          |
| 2     | 31   | Élie Okobo              | PG      | Frankrijk                | Phoenix Suns           | Élan Béarnais               |
| 2     | 32   | Jevon Carter            | PG      | Verenigde Staten         | Memphis Grizzlies      | West Virginia Mountaineers  |
| 2     | 33   | Jalen Brunson           | PG      | Verenigde Staten         | Dallas Mavericks       | Villanova Wildcats          |
| 2     | 34   | Devonte' Graham         | PG      | Verenigde Staten         | Atlanta Hawks          | Kansas Jayhawks             |
| 2     | 35   | Melvin Frazier          | SF      | Verenigde Staten         | Orlando Magic          | Tulane Green Wave           |
| 2     | 36   | Mitchell Robinson       | C       | Verenigde Staten         | New York Knicks        | Chalmette HS                |
| 2     | 37   | Gary Trent              | SG      | Verenigde Staten         | Sacramento Kings       | Duke Blue Devils            |
| 2     | 38   | Khyri Thomas            | SG      | Verenigde Staten         | Philadelphia 76ers     | Creighton Bluejays          |
| 2     | 39   | Isaac Bonga             | SF      | Duitsland                | Philadelphia 76ers     | Frankfurt Skyliners         |
| 2     | 40   | Rodions Kurucs          | SF      | Letland                  | Brooklyn Nets          | FC Barcelona Bàsquet        |
| 2     | 41   | Jarred Vanderbilt       | SF      | Verenigde Staten         | Orlando Magic          | Kentucky Wildcats           |
| 2     | 42   | Bruce Brown             | SG      | Verenigde Staten         | Detroit Pistons        | Miami Hurricanes            |
| 2     | 43   | Justin Jackson          | SF      | Canada                   | Denver Nuggets         | Maryland Terrapins          |
| 2     | 44   | Issuf Sanon             | PG      | Oekraïne                 | Washington Wizards     | KK Olimpija Ljubljana       |
| 2     | 45   | Hamidou Diallo          | SG      | Verenigde Staten         | Brooklyn Nets          | Kentucky Wildcats           |
| 2     | 46   | De'Anthony Melton       | SG      | Verenigde Staten         | Houston Rockets        | USC Trojans                 |
| 2     | 47   | Svjatoslav Mychajljoek  | SG      | Oekraïne                 | Los Angeles Lakers     | Kansas Jayhawks             |
| 2     | 48   | Keita Bates-Diop        | SF      | Verenigde Staten         | Minnesota Timberwolves | Ohio State Buckeyes         |
| 2     | 49   | Chimezie Metu           | PF      | Verenigde Staten         | San Antonio Spurs      | USC Trojans                 |
| 2     | 50   | Alize Johnson           | PF      | Verenigde Staten         | Indiana Pacers         | Missouri State Bears        |
| 2     | 51   | Tony Carr               | PG      | Verenigde Staten         | New Orleans Pelicans   | Penn State Nittany Lions    |
| 2     | 52   | Vincent Edwards         | SF      | Verenigde Staten         | Utah Jazz              | Purdue Boilermakers         |
| 2     | 53   | Devon Hall              | SG      | Verenigde Staten         | Oklahoma City Thunder  | Virginia Cavaliers          |
| 2     | 54   | Shake Milton            | SG      | Verenigde Staten         | Dallas Mavericks       | SMU Mustangs                |
| 2     | 55   | Arnoldas Kulboka        | SF      | Litouwen                 | Charlotte Hornets      | Orlandina Basket            |
| 2     | 56   | Ray Spalding            | PF      | Verenigde Staten         | Philadelphia 76ers     | Louisville Cardinals        |
| 2     | 57   | Kevin Hervey            | PF      | Verenigde Staten         | Oklahoma City Thunder  | UT Arlington Mavericks      |
| 2     | 58   | Thomas Welsh            | C       | Verenigde Staten         | Denver Nuggets         | UCLA Bruins                 |
| 2     | 59   | George King             | SG      | Verenigde Staten         | Phoenix Suns           | Colorado Buffaloes          |
| 2     | 60   | Kostas Antetokounmpo    | SF/PF   | Griekenland              | Philadelphia 76ers     | Dayton Flyers               |

1947 · 1948 · 1949 · 1950 · 1951 · 1952 · 1953 · 1954 · 1955 · 1956 · 1957 · 1958 · 1959 · 1960 · 1961 · 1962 · 1963 · 1964 · 1965 · 1966 · 1967 · 1968 · 1969 · 1970 · 1971 · 1972 · 1973 · 1974 · 1975 · 1976 · 1977 · 1978 · 1979 · 1980 · 1981 · 1982 · 1983 · 1984 · 1985 · 1986 · 1987 · 1988 · 1989 · 1990 · 1991 · 1992 · 1993 · 1994 · 1995 · 1996 · 1997 · 1998 · 1999 · 2000 · 2001 · 2002 · 2003 · 2004 · 2005 · 2006 · 2007 · 2008 · 2009 · 2010 · 2011 · 2012 · 2013 · 2014 · 2015 · 2016 · 2017 · 2018 · 2019 · 2020 · 2021 · 2022 · 2023 · 2024